# Campeonato Turco de Futebol de 1999–00
O Campeonato Turco de Futebol de 1999-2000, chamado de 1. Lig de 1999–00, disputado entre 6 de agosto de 1999 e 21 de maio de 2000, foi a 42ª temporada do campeonato nacional turco.
O Galatasaray sagrou-se campeão pela 14ª vez, tendo sido o 4º título conquistado de forma consecutiva, alcançando um inédito tetracampeonato na história do clube. O vice-campeão dessa temporada foi o Beşiktaş, que encerrou o campeonato a 4 pontos de distância do campeão na classificação geral.
Por sua vez, Altayspor, Göztepe e Vanspor desempenharam as 3 piores campanhas do campeonato e acabaram rebaixados para a Segunda Divisão Turca ao final da temporada.
A artilharia do campeonato ficou a cargo de Serkan Aykut, atacante do Samsunspor, que marcou ao todo 30 gols.

## Classificação geral
Atualizado em 21 de maio de 2000
| Campeão Turco 1999–00    |
| ------------------------ |
| Galatasaray (14º título) |

## Resultados
| Mandante \ Visitante | ADA | ALT | AGÜ | ANT | BJK | BUR | DEN | ERZ | FNB | GAL | GAZ | GEN | GÖZ | İST | KOC | SAM | TRA | VAN |
| -------------------- | --- | --- | --- | --- | --- | --- | --- | --- | --- | --- | --- | --- | --- | --- | --- | --- | --- | --- |
| Adanaspor            | —   | 1–0 | 2–2 | 1–2 | 1–3 | 1–1 | 3–2 | 2–0 | 1–3 | 3–4 | 3–0 | 1–2 | 2–0 | 2–1 | 3–0 | 0–1 | 1–2 | 2–0 |
| Altayspor            | 2–1 | —   | 0–0 | 2–0 | 2–2 | 1–2 | 1–0 | 3–0 | 2–3 | 1–0 | 1–3 | 0–2 | 0–0 | 0–0 | 0–1 | 2–1 | 3–1 | 2–0 |
| Ankaragücü           | 0–0 | 3–0 | —   | 1–3 | 2–3 | 2–1 | 3–1 | 1–0 | 1–1 | 0–2 | 1–1 | 0–0 | 1–2 | 2–2 | 3–2 | 1–2 | 1–1 | 1–0 |
| Antalyaspor          | 2–2 | 3–1 | 0–0 | —   | 2–2 | 1–1 | 2–2 | 1–2 | 2–3 | 1–3 | 0–0 | 2–1 | 1–0 | 0–3 | 3–0 | 0–1 | 0–2 | 4–1 |
| Beşiktaş             | 0–1 | 3–0 | 3–1 | 4–0 | —   | 5–1 | 1–1 | 2–0 | 1–3 | 1–1 | 1–0 | 4–0 | 2–1 | 3–0 | 1–0 | 4–0 | 1–1 | 2–1 |
| Bursaspor            | 3–1 | 1–4 | 3–1 | 4–2 | 0–1 | —   | 4–1 | 4–2 | 2–1 | 0–0 | 0–1 | 2–5 | 1–2 | 1–0 | 2–0 | 2–2 | 2–3 | 3–2 |
| Denizlispor          | 4–2 | 2–1 | 1–1 | 4–0 | 0–2 | 1–3 | —   | 2–1 | 1–1 | 2–4 | 1–0 | 1–3 | 2–0 | 3–1 | 3–1 | 4–1 | 0–2 | 1–0 |
| Erzurumspor          | 4–1 | 0–0 | 2–1 | 4–0 | 1–4 | 4–1 | 0–1 | —   | 1–5 | 0–0 | 1–1 | 1–1 | 0–0 | 0–0 | 3–3 | 1–0 | 2–1 | 2–0 |
| Fenerbahçe           | 2–4 | 3–1 | 1–1 | 1–0 | 2–1 | 2–2 | 2–1 | 2–0 | —   | 1–2 | 0–0 | 1–3 | 2–3 | 1–0 | 1–1 | 1–0 | 2–1 | 3–0 |
| Galatasaray          | 4–0 | 3–1 | 5–0 | 2–0 | 1–0 | 6–0 | 2–2 | 4–1 | 0–1 | —   | 1–2 | 6–0 | 2–0 | 1–1 | 5–0 | 3–1 | 2–0 | 2–1 |
| Gaziantepspor        | 1–1 | 1–0 | 2–2 | 1–2 | 0–0 | 1–1 | 0–0 | 6–0 | 5–1 | 0–1 | —   | 2–1 | 2–1 | 1–0 | 1–0 | 5–2 | 3–0 | 1–3 |
| Gençlerbirliği       | 5–2 | 0–0 | 1–2 | 4–1 | 1–0 | 1–0 | 3–1 | 5–0 | 2–2 | 1–1 | 0–1 | —   | 1–0 | 1–1 | 0–4 | 1–0 | 0–1 | 1–1 |
| Göztepe              | 0–1 | 0–1 | 2–0 | 1–2 | 2–4 | 0–1 | 2–4 | 1–4 | 0–0 | 0–2 | 0–1 | 3–2 | —   | 2–0 | 0–0 | 1–2 | 1–1 | 2–1 |
| İstanbulspor         | 3–2 | 1–0 | 2–6 | 0–0 | 0–2 | 1–0 | 1–1 | 1–1 | 1–4 | 0–0 | 1–1 | 3–1 | 3–0 | —   | 4–1 | 0–1 | 5–1 | 0–0 |
| Kocaelispor          | 0–0 | 2–1 | 4–1 | 1–1 | 1–2 | 3–2 | 1–0 | 4–0 | 1–1 | 1–2 | 1–2 | 0–0 | 2–0 | 2–1 | —   | 0–4 | 1–0 | 6–1 |
| Samsunspor           | 2–1 | 1–0 | 2–0 | 0–1 | 0–2 | 1–0 | 6–2 | 2–1 | 1–1 | 0–1 | 0–2 | 1–2 | 4–0 | 1–0 | 5–1 | —   | 0–0 | 5–1 |
| Trabzonspor          | 0–1 | 2–1 | 3–1 | 2–0 | 1–2 | 2–0 | 1–1 | 2–0 | 2–0 | 1–2 | 0–0 | 1–2 | 2–0 | 1–1 | 1–0 | 3–2 | —   | 4–2 |
| Vanspor              | 0–2 | 1–1 | 2–3 | 2–4 | 0–6 | 3–1 | 2–3 | 0–2 | 1–2 | 1–3 | 1–2 | 2–5 | 1–0 | 1–1 | 5–0 | 0–0 | 2–2 | —   |

## Artilheiros
Atualizado em 21 de maio de 2000
| Pos. | Jogador          | Clube          | Gols |
| ---- | ---------------- | -------------- | ---- |
| 1    | Serkan Aykut     | Samsunspor     | 30   |
| 2    | Ahmet Dursun     | Beşiktaş       | 21   |
| 3    | Fazlı Ulusal     | Antalyaspor    | 20   |
| 4    | Ümit Karan       | Gençlerbirliği | 18   |
| 4    | Viorel Moldovan  | Fenerbahçe     | 18   |
| 6    | Cafer Aydın      | Ankaragücü     | 16   |
| 6    | Oktay Derelioğlu | Gaziantepspor  | 16   |
| 8    | Ertuğrul Sağlam  | Beşiktaş       | 14   |
| 8    | Hakan Şükür      | Galatasaray    | 14   |
| 10   | Okan Yılmaz      | Bursaspor      | 13   |
| 10   | Roman Dąbrowski  | Kocaelispor    | 13   |
| 10   | Hami Mandıralı   | Trabzonspor    | 13   |